# Цю (буква)
Цю (𐍭, коми цю, также цу) — дополнительная буква древнепермского алфавита, использовавшегося для записи языка коми и в качестве тайнописи старорусского языка.

## Использование
Буква 𐍭 обозначала звук [t͡s], что соответствует кириллической букве Ц ц в алфавите Молодцова и современном алфавите. В русских тайнописных текстах также соответствует кириллической ц.
Также использовалась для обозначения числа 300 (иногда в сочетании с титлом, аналогично кириллической системе счисления).

## Порядковый номер в алфавите
В списках древнепермского алфавита буква 𐍭 обычно стоит после у. В. И. Лыткин относит 𐍭 к дополнительным буквам, использующимся преимущественно в русских заимствованиях, и условно помещает её в конец алфавита, на двадцать седьмую позицию.

## Название
В различных списках встречается вариант названия цю и, в единственном случае, цу. В. И. Лыткин полагает, что именно цю и было первоначальным названием буквы.
В некоторых списках буква вовсе отсутствует.

## Кодировка
Буква была закодирована в блоке Юникода «Древнепермское письмо» (англ. Old Permic) в версии 7.0, вышедшей 16 июня 2014 года, под кодом U+1036D.